# 民主進歩党主席
民主進歩党主席（みんしゅしんぽとうしゅせき、繁: 民主進步黨主席）は、台湾の民主進歩党（民進党）の党首。
現職は2023年1月18日に就任した頼清徳。
民進党規約によると党主席は民進党が野党の場合は党員により直接選出され、任期は2年で1回の再選が可能となる。民進党が与党の場合は総統が兼任する。総統が党主席を兼任しない場合、総統と同じ任期で党員により直接選出される。

## 歴代党主席
| 期   | 代 | 写真           | 氏名               | 在任期間       | 在任期間 | 退任理由                                                                   | 脚注 |
| 期   | 代 | 写真           | 氏名               | 就任日         | 退任日 | 退任理由                                                                   | 脚注 |
| ---- | -- | -------------- | ------------------ | -------------- | --- | -------------------------------------------------------------------------- | --- |
| 1    | 1  |                | 江鵬堅 (1940–2000) | 1986年11月10日 | 1987年12月20日                                                                                              | 任期満了                                                                   | 結党の中心人物、国立台湾大学法学部卒業、美麗島事件で弁護士を務めた。                                                                                 |
| 2    | 2  |                | 姚嘉文 (1938–)     | 1987年12月20日 | 1988年10月30日                                                                                              | 任期満了                                                                   | 国立台湾大学法学部卒業、美麗島事件の被害者で、収監されたことがある。主席時は立法委員で、その後は考試院院長。現職の総統府顧問。                       |
| 3    | 3  |                | 黄信介 (1928–1999) | 1988年10月30日 | 1989年11月14日                                                                                              | 任期満了                                                                   | 台湾省立行政専科学校卒業、美麗島事件の被害者で、8年間収監されていた。主席時は立法委員。                                                              |
| 3    | 4  | 1989年11月14日 | 黄信介 (1928–1999) | 1992年1月20日  | | 任期満了                                                                   | 台湾省立行政専科学校卒業、美麗島事件の被害者で、8年間収監されていた。主席時は立法委員。                                                              |
| 4    | 5  |                | 許信良 (1941–)     | 1992年1月20日  | 1993年12月4日                                                                                               | 1993年地方選挙で、目標として掲げた過半数の当選を達成できず、引責辞任。     | 国立台湾大学法学部卒業、「美麗島」の社長、元桃園県長。現職の総統府顧問。                                                                             |
| 代理 | 5  |                | 施明徳 (1941–2024) | 1993年12月4日  | 1994年5月15日                                                                                               | 任期満了                                                                   | 陸軍砲兵学校卒業、美麗島事件の総指揮者。2000年に離党、2006年の100万人倒陳水扁運動の総指揮者。                                                        |
| 5    | 6  | 1994年5月15日  | 施明徳 (1941–2024) | 1996年3月23日  | 立法院院長選挙に初めて立候補するも落選。 1996年総統選挙で、彭明敏・謝長廷が当選することができず、引責辞任。 |                                                                            | 陸軍砲兵学校卒業、美麗島事件の総指揮者。2000年に離党、2006年の100万人倒陳水扁運動の総指揮者。                                                        |
| 代理 | 6  |                | 張俊宏 (1938–)     | 1996年3月23日  | 1996年7月18日                                                                                               | 任期満了                                                                   | |
| 6    | 7  |                | 許信良             | 1996年7月18日  | 1998年7月18日                                                                                               | 任期満了                                                                   | 2000年に離党、2008年に復党。 |
| 7    | 8  |                | 林義雄 (1941–)     | 1998年7月18日  | 2000年4月20日                                                                                               | 2000年総統選挙で、陳水扁・呂秀蓮が初めて当選し、任務を達成したとして辞任。 | 国立台湾大学法学部卒業、弁護士、前台湾省議員。美麗島事件の指導者で被害者、母親と二児の娘が惨殺される。                                               |
| 8    | 9  |                | 謝長廷 (1946–)     | 2000年4月20日  | 2002年7月21日                                                                                               | 党規約改正により、総統が党主席を兼任すると定められたことで辞任。           | 国立台湾大学法学部卒業、京都大学法学部博士、美麗島事件の弁護士を務めた。元立法委員で、主席時は高雄市長、その後は行政院院長、駐日代表。               |
| 9    | 10 |                | 陳水扁 (1950–)     | 2002年7月21日  | 2004年5月20日                                                                                               | 任期満了                                                                   | 国立台湾大学法学部卒業、美麗島事件の弁護士を務めた。元台北市議員、元立法委員、元台北市長、主席時は総統。                                             |
| 9    | 11 | 2004年5月20日  | 陳水扁 (1950–)     | 2004年12月14日 | 2004年立法委員選挙で、目標として掲げた過半数の当選を達成できず、引責辞任。                                  |                                                                            | 国立台湾大学法学部卒業、美麗島事件の弁護士を務めた。元台北市議員、元立法委員、元台北市長、主席時は総統。                                             |
| 代理 | 11 |                | 柯建銘 (1951–)     | 2004年12月14日 | 2005年2月15日                                                                                               | 任期満了                                                                   | 中山大学歯学部卒業 |
| 10   | 11 |                | 蘇貞昌 (1947–)     | 2005年2月15日  | 2005年12月8日                                                                                               | 2005年地方選挙で、目標として掲げた過半数の当選を達成できず、引責辞任。     | 国立台湾大学法学部卒業、美麗島事件の弁護士を務めた。元台湾省議員、元立法委員、元屏東県長、元台北県長、主席時は総統府秘書長、行政院院長。             |
| 代理 | 11 |                | 呂秀蓮 (1944–)     | 2005年12月8日  | 2006年1月15日                                                                                               | 任期満了                                                                   | 国立台湾大学法学部卒業、ハーバード大学法学部修士，美麗島事件の被害者で、収監されたことがある。元立法委員、總統府国策顧問、桃園県長、主席時は副総統。 |
| 11   | 11 |                | 游錫堃 (1948–)     | 2006年1月26日  | 2007年10月3日                                                                                               | 二大政党への検察の特別捜査・起訴事件発生により、引責辞任。                 | 東海大学文学部卒業、元台湾省議員、宜蘭県長、元行政院副院長、元総統府秘書長、元行政院院長、その後は立法院院長。                                       |
| 12   | 11 |                | 陳水扁             | 2007年10月17日 | 2008年1月16日                                                                                               | 2008年立法委員選挙で、目標として掲げた過半数の当選を達成できず、引責辞任。 | 游錫堃の辞任後、再び総統が党主席兼任。 |
| 代理 | 11 |                | 謝長廷             | 2008年1月16日  | 2008年5月21日                                                                                               | 任期満了                                                                   | 陳水扁の引責辞任後、代理党主席に選出。 |
| 13   | 12 |                | 蔡英文 (1956–)     | 2008年5月21日  | 2010年5月25日                                                                                               | 任期満了                                                                   | 国立台湾大学法学部卒業、コーネル大学法学部修士、LSE法学部博士、大陸委員會主任委員、元全国不分区立法委員、元行政院副院長、初の女性党主席。            |
| 13   | 13 | 2010年5月25日  | 蔡英文 (1956–)     | 2012年2月29日  | 2012年総統選挙で当選することができず、引責辞任。                                                            |                                                                            | 国立台湾大学法学部卒業、コーネル大学法学部修士、LSE法学部博士、大陸委員會主任委員、元全国不分区立法委員、元行政院副院長、初の女性党主席。            |
| 代理 | 13 |                | 陳菊 (1950–)       | 2012年2月29日  | 2012年5月30日                                                                                               | 任期満了                                                                   | 蔡英文の引責辞任後、代理党主席に選出。主席時は高雄市長。                                                                                             |
| 14   | 14 |                | 蘇貞昌             | 2012年5月30日  | 2014年5月28日                                                                                               | 任期満了                                                                   | 党員による直接選挙で選出。 |
| 15   | 15 |                | 蔡英文             | 2014年5月28日  | 2016年5月20日                                                                                               | 任期満了                                                                   | 蘇貞昌の任期満了後、党員による直接選挙で選出。最も選出された回数の多い主席となる。                                                                   |
| 15   | 16 | 2016年5月20日  | 蔡英文             | 2018年11月28日 | 2018年統一地方選挙で敗北し、引責辞任。                                                                      | 2016年総統選挙で当選し、総統と党主席を兼任。                               | |
| 代理 | 16 |                | 林右昌 (1971–)     | 2018年11月28日 | 2019年1月8日                                                                                                | 任期満了                                                                   | 蔡英文の引責辞任後、代理党主席に選出。主席時は基隆市長。                                                                                             |
| 16   | 16 |                | 卓栄泰 (1959–)     | 2019年1月9日   | 2020年5月20日                                                                                               | 任期満了                                                                   | 党員による直接選挙で選出。 |
| 17   | 17 |                | 蔡英文             | 2020年5月20日  | 2022年11月26日                                                                                              | 2022年統一地方選挙で敗北し、引責辞職。                                     | 2020年総統選挙で再選され、総統と党主席を兼任。 |
| 代理 | 17 |                | 陳其邁             | 2022年11月30日 | 2023年1月18日                                                                                               | 任期満了                                                                   | 蔡英文の引責辞任後、代理党主席に選出。主席時は高雄市長。                                                                                             |
| 18   | 17 |                | 頼清徳 (1959–)     | 2023年1月18日  | 2024年5月20日                                                                                               | 任期満了                                                                   | 党員による直接選挙で選出。 |
| 18   | 18 | 2024年5月20日  | 頼清徳 (1959–)     | 現職           | | 2024年総統選挙で当選し、総統と党主席を兼任。                               | |

## 年表
代理を除く歴代党主席の年表。
- 江鵬堅（Chiang）
- 姚嘉文（Yao）
- 黄信介（Huang）
- 許信良（Hsu）
- 施明徳（Shih）
- 林義雄（Lin）
- 謝長廷（Hsieh）

- 陳水扁（Chen）
- 蘇貞昌（Su）
- 游錫堃（You）
- 蔡英文（Tsai）
- 卓栄泰（Cho）
- 頼清徳（Lai）

## 党主席記録
- 最も長く党主席を務めた人物：蔡英文（2008年～2012年、2014年～2018年、2020年～2022年、計約10年）
- 最も多く党主席に選出された人物：蔡英文（第12、13、15、16、17代）
- 唯一党主席2期を満了して務めた人物：黄信介（第3、4代）
- 党主席就任時に最年少であった人物：江鵬堅（第1代、就任時46歲）
- 党主席就任時に最年長であった人物：蘇貞昌（第14代、就任時65歲）
- 初の女性代理党主席：呂秀蓮（代理第11代）
- 初の女性党主席：蔡英文（第13代）
- 初の客家系党主席：許信良（第5代）
- 初の原住民系党主席：蔡英文（第13代）
- 総統と兼任した党主席：陳水扁、蔡英文、頼清徳
- 副総統と兼任した党主席：呂秀蓮、頼清徳
- 行政院院長を経験した党主席：謝長廷、蘇貞昌、游錫堃、頼清徳、卓栄泰
- 行政院副院長を経験した党主席：游錫堃、陳其邁
- 立法院院長を経験する党主席：游錫堃（退任後）
- 考試院院長を経験する党主席：姚嘉文（退任後）
- 監察院院長を経験する党主席：陳菊（退任後）
- 台湾省議員、立法委員のどちらも経験したことのない党主席：林右昌（代理第16代）
- 高雄市長を経験した党主席：謝長廷、陳菊、陳其邁
- 党主席を経験したことのない副総統立候補者：彭明敏、蘇嘉全、陳建仁、蕭美琴
- 党秘書長を経験した党主席：江鵬堅、林右昌
- 離党した党主席：許信良（復党）、施明徳、林義雄、陳水扁（復党）
- 返り咲きした党主席：許信良（第4、6代）、陳水扁（第9、12代）、蘇貞昌（第10、14代）、蔡英文（第12、13、15、16、17代）
- 美麗島事件で収監された党主席：施明徳、黃信介、陳菊、林義雄、呂秀蓮、姚嘉文、許信良
- 最も長く収監された党主席：施明徳、計約26年
- 党主席として総統に立候補した人物：陳水扁（2004年当選）、謝長廷（2008年落選）、蔡英文（2012年落選、2016年当選）、頼清徳（2024年当選）